# Walentin Nikołajew (piłkarz)
Walentin Aleksandrowicz Nikołajew, ros. Валентин Александрович Николаев (ur. 16 sierpnia 1921 we wsi Jerosowo, w guberni włodzimierskiej, zm. 9 października 2009 w Moskwie) – rosyjski piłkarz, grający na pozycji napastnika, reprezentant ZSRR, trener piłkarski.

## Kariera piłkarska

### Kariera klubowa
Urodził się w guberni włodzimierskiej w rodzinie kolejarza. Po pewnym czasie rodzina przeniosła się do Moskwy. Wychowanek zespołu Kazanka w Moskwie, reprezentującą stację „Moskwa-osobowy” Kazańskiej Kolei. Potem klub przekształcił się w towarzystwo sportowe „Lokomotyw”. W 1940 został powołany do wojska, gdzie rozpoczął karierę piłkarską w klubie CDKA Moskwa. Mimo młodego wieku szybko zaadaptował się w podstawowej jedenastce, partnerzy w zespole dobrze traktowali go, a doświadczony napastnik Siergiej Kapielkin nawet podjął się opiekować młodym Walentinem. W dwóch pierwszych powojennych mistrzostwach Nikołajew został królem strzelców, wraz z zespołem pięciokrotnie zdobył mistrzostwo i trzykrotnie Puchar ZSRR. Wszedł do historii futbolu jako członek słynnej piątki ataku CDKA (Władimir Diomin, Walentin Nikołajew, Wsiewołod Bobrow, Grigorij Fiedotow, Aleksiej Grinin). Po rozwiązaniu „drużyny poruczników”, jak również wielu jego kolegów z klubu próbował grać w zespole miasta Kalinina, reprezentujący Moskiewski Obwód Wojskowy (MWO). Jednak po porażce na Igrzyskach Olimpijskich-1952 w Helsinkach w kraju rozwiązano wszystkie kluby wojskowe. Dlatego w 1953 Nikołajew postanowił zakończyć swoją karierę piłkarską.

### Kariera reprezentacyjna
20 lipca 1952 zadebiutował w reprezentacji Związku Radzieckiego w meczu 1/8 finału Igrzysk Olimpijskich z Jugosławią zremisowanym 5:5. Ale w meczu powtórce, chociaż Wsiewołod Bobrow otworzył wynik, reprezentacja ZSRR ustąpiła 1:3.

## Kariera trenerska
Po zakończeniu kariery piłkarskiej studiował na Wydziale Inżynierii Wojskowej Akademii Sił Pancernych i Zmechanizowanych imienia marszałka Malinowskiego, a po jej ukończeniu udał się na służbę w armii. Do 1963 dowodził różnymi jednostkami wojskowymi najpierw w Niemczech Wschodnich, a następnie w Białoruskim Okręgu Wojskowym.
W 1964 roku wrócił do piłki nożnej jako trener, w celu odrodzenia klubu CSKA Moskwa. Najpierw pomagał trenować, a od lipca 1964 pracował na stanowisku głównego trenera CSKA. Jednak po dwóch kolejnych „brązowych” sezonach, został oddelegowany do Chabarowska trenować tamtejszy SKA. W latach 1969–1973 ponownie prowadził CSKA Moskwa, z którym stał się mistrzem kraju. Jednocześnie w latach 1970–1971 pracował na stanowisku selekcjonera narodowej reprezentacji ZSRR, z którą nie przegrał żadnego meczu. Pomimo sukcesu Sbornej, został zwolniony ze swojego stanowiska, proponując skupić się tylko na pracy w CSKA. Od 1974 roku ponad 10 lat był trenerem młodzieżowej kadry narodowej, zdobywając dwa mistrzostwa Europy. Autor książki „Ja – z CDKA” (1995, zapis pisemny Olega Wichriewa). Zmarł 9 października 2009 w Moskwie. Został pochowany na cmentarzu Pieriepieczinskim.

## Sukcesy i odznaczenia

### Sukcesy klubowe
- mistrz ZSRR: 1946, 1947, 1948, 1950, 1951
- wicemistrz ZSRR: 1945, 1949
- zdobywca Pucharu ZSRR: 1945, 1948, 1951
- finalista Pucharu ZSRR: 1944

### Sukcesy reprezentacyjne
- uczestnik Igrzysk Olimpijskich: 1952

### Sukcesy trenerskie
- mistrz ZSRR: 1970
- brązowy medalista Mistrzostw ZSRR: 1964, 1965
- mistrz Młodzieżowych Mistrzostw Europy: 1976, 1980

### Sukcesy indywidualne
- król strzelców Mistrzostw ZSRR: 1947 (14 goli)
- wybrany do listy 33 najlepszych piłkarzy ZSRR: Nr 1 (1948, 1950)
- członek Klubu Grigorija Fiedotowa: 111 goli

### Odznaczenia
- tytuł Mistrza Sportu ZSRR
- tytuł Zasłużonego Mistrza Sportu ZSRR: 1948
- tytuł Zasłużonego Trenera Sportu ZSRR: 1970
- Order „Za zasługi dla Ojczyzny” IV klasy: 1997
- Order Czerwonej Gwiazdy: 1945
- Order Przyjaźni Narodów: 1981
- Order Piotra Wielkiego
- Medal „Za zasługi bojowe”
- Medal jubileuszowy „40 lat Sił Zbrojnych ZSRR”